# Wilhelm Paul Verpoorten
Wilhelm Paul Verpoorten (auch: ver Poorten; * 4. September 1721 in Neustadt an der Haide; † 17. Januar 1794 in Danzig) war ein deutscher Pädagoge und lutherischer Theologe.

## Leben
Der Sohn des Albrecht Meno Verpoorten, hatte den ersten Unterricht an dem Casimirianum Coburg erhalten und am akademischen Gymnasium in Danzig seine Ausbildung fortgesetzt. Nachdem er eine umfangreiche Bildung in Geschichte, Mathematik, Philosophie, Rhetorik und Dichtkunst erhalten hatte, verteidigte er in Anwesenheit seines Vaters seine Abschlussdissertation Calor sub nube torrente Esa. 25, 5, in versione Hieronymi vulgataque obvius, ad testum hebraeum reique ipsius naturam expensus. Noch im selben Jahr begann er ein Studium an der Universität Leipzig, wo er sich unter Christian Gottlieb Jöcher, Johann Friedrich Christ und Johann Christoph Gottsched einem Studium der philosophischen Wissenschaften widmete. Zudem besuchte er die Vorlesungen an der theologischen Fakultät, so zum Beispiel bei Johann Martin Chladni. So gebildet erwarb er sich 1745 durch die Verteidigung der Dissertation de Concilio oecumenico secundo, Constantinopolitano primo den akademischen Grad eines Magisters der Philosophie und erhielt damit das Recht Vorlesungen an der Hochschule halten zu dürfen. Jedoch die zunehmende Altersschwäche seines Vaters veranlasste ihn wieder nach Danzig zurückzukehren, wo er sich selbst auf ein geistliches Amt vorbereitete.
1751 wurde Verpoorten Prediger in Stüblau, er ging 1762 als zweiter Diakon an die Katharinenkirche in Danzig und entwickelte während dieser Zeit eine gewisse literarische Aktivität. Nach Ernst August Bertlings Tod wurde er Direktor des akademischen Gymnasiums in Danzig und absolvierte zu diesem Zweck 1770 an der Universität Königsberg seine Promotion zum Doktor der Theologie, mit der Verteidigung der Schrift de habitu legis ad poenitentiam et fidem. Zurückgekehrt nach Danzig wirkte er dreiundzwanzig Jahre lang als Rektor des bedeutenden Gymnasiums, bis zu seinem Lebensende. Seine Ehe schloss er 1754 mit Anna Elenore Schulz († 1775). Nach dem Tod seiner Frau bot ihm seine Schwester, die Witwe († 1793) des Gottlieb Wernsdorf I. erbauliche Stunden. Mit Ruhe hatte er, seit er die Abnahme seiner Kräfte immer mehr fühlte, seinem Ende entgegengesehen. Nach einigen seiner letzten Äußerungen ahnte er die Nähe seines Todes. Mit seinen nächsten Umgebungen sprach er über die Unsterblichkeit der Seele und über den freudigen Trost, den ihm in dieser Hinsicht seine religiöse Überzeugung biete. Der Tod, äußerte er unter andern,ist mir nicht bitter, es ist nur eine schmerzhafte Sekunde; aber die erträgt man gern, wenn man nur weiß, dass man dann von den Beschwerden des Leibes, von allen Unvollkommenheiten der Welt und von der Sünde frei wird.
Aus seiner ungeheuchelten Religiosität stieß die Reinheit seiner Gesinnung und zugleich der Gleichmut in allen wechselnden Lebensverhältnissen. Manche liebenswürdige Züge zeigten seinen Charakter von einer vorteilhaften Seite. Er war billig in seinem Urteil über Andere und entschuldigte ihre Fehler, statt dieselben scharf zu rügen. Diese Grundsätze der Nachsicht und Billigkeit verleugneten sich besonders nicht in der Führung seines Schulamts. Immer verband er, wo es die Bestrafung jugendlicher Vergehen erforderten, Güte mit Strenge. Diese Eigenschaften machten ihn zu einem treuen, keine Aufopferung scheuenden Freund. Er war gefällig gegen jedermann, freundlich und herablassend auch gegen den Niedrigsten, aufrichtig teilnehmend in Freud und Leid, dienstfertig und wohltätig ohne Schein und Geräusch, dankbar auch gegen den kleinsten ihm erwiesenen Dienst. Dadurch gewann er die Herzen Aller, selbst derer, die ihn als Gelehrten nicht zu schätzen vermochten.

## Wirken
Verpoorten besaß sehr gründliche Kenntnisse in den einzelnen Zweigen des theologischen Wissens und in den orientalischen Sprachen. Viel Anziehendes schien für ihn das Studium der Patristik gehabt zu haben. Doch beschäftigte er sich in seinen Schriften, größtenteils lateinischen Dissertationen und Programmen, vorzugsweise mit dogmatischen Gegenständen. Dazu gehören die Abhandlungen de resurrectione impiorum merito Christi non impetrata (1774); de vindiciis doctrinae de suppliciis damnatorum aeternis (1774), vindicatio expiationis nostrae per Christum adsertae (1775); de animarum statu post mortem medio (1790) und andere.
Auf einer auf der Forschung aufbauenden inneren Überzeugung beruhten dabei seine theologischen Ansichten, die er in diesen Abhandlungen aussprach, unter denen seine 1791 erschienene Theses ex Theologia symbolica nicht zu übersehen ist. Besonders klar drückte er sich in der Widerlegung des atheistischen Glaubensbekenntnisses aus, das Jean-Jacques Rousseau in seinem Émile im Mai 1762 veröffentlicht hatte. Diese scharfsinnige Abhandlung, von Timäus (1766) ins Französische übersetzt, befindet sich in den Danziger Berichten von theologischen Schriften von 1764 bis 1765 (Bd. 1 S. 357 ff., Bd. 2 S. 157 ff.).

## Werke
- Diss. de auctore secundae tertiaeque Epistolae Johannis. Danzig 1741
- Diss. Calor sub nube torrente Esa. 25, 5, in versione Hieronymi vulgataque obvius, ad textum Hebraeum reique ipsius naturam expensus. Jena 1743
- Diss. de Concilio oecumenico secundo, Constantinopolitano primo. Leipzig 1745
- Diss. inaug. de habitu legis ad poenitentiam et fidem. Königsberg/Pr. 1770
- Progr. de praesidiis Theologo ex historia Ecclesiae petendis. Danzig 1770
- Danziger Berichte von theologischen Schriften. (seit 1774 von Verpoorten herausgegeben)
- Diss. de resurrectione impiorum merito Christi non impetrate. Danzig 1774
- Diss. de vindiciis doctrinae de suppliciis damnatorum aeternis. Danzig 1774
- Progr. de Taxa Camerae Apostolicae Romanae. Danzig  1774
- Progr. de gigantibus. Danzig 1774
- Progr. Lessingius pacificator inter Eberhardum et Orthodoxos de aeternitale poenarum disceptantes. Danzig 1774
- Diss. Vindicatio expiationis nostrae per Christum adsertae. Danzig 1775
- Commentationis de sensu oraculi 1 Timoth. 4, 1. 2. 3. Pari I et II. Danzig 1777–1779
- Progr. de geniis seu naturis humana praestantioribus. Danzig 1779
- Diss. de sensualitate fonte peccatorum. Danzig 1782
- Spicilegium (Calixti) de conjugio Clericorum. Pars I et II. Danzig 1735–1786
- Progr. de Mauibus eorumque natura et visione. Danzig 1787
- Progr. Spes emendationis Ecclesiae Romanae nostris temporibus inchoata quidem sed inanis, quo ad felicem redintegrationem Collegii Prof. Gedan. peragendam invitat. Danzig 1789
- Diss. de animarum statu post mortem medio. Danzig 1790
- Epistola de antiquorum studio promovendae et stabiliendae unitatis ad spectabiles Ecclesiae. Danzig 1790
- Theses ex Theologia symbolica. Danzig 1791